# Puchar Polski w piłce siatkowej mężczyzn (1980/1981)
Puchar Polski w piłce siatkowej mężczyzn 1980/1981 – 24. sezon rozgrywek o siatkarski Puchar Polski, rozgrywany od 1932 roku.

## Klasyfikacja końcowa
| Miejsce | Drużyna                |
| ------- | ---------------------- |
| 1.      | Gwardia Wrocław        |
| 2.      | Beskid Andrychów       |
| 3.      | Stal Stocznia Szczecin |
| 4.      | Hutnik Kraków          |
| 5.      | Czarni Radom           |
| 6.      | AZS-AWF Warszawa       |